# Samsung Galaxy A10s
O Samsung Galaxy A10s é um smartphone Android desenvolvido e fabricado pela Samsung Electronics. Faz parte da série Galaxy A, que é voltada para o mercado intermediário. A empresa divulgou este telefone no dia 27 de agosto de de 2019.

## Software
O smartphone sai de fábrica com sistema operacional móvel Android 9 Pie com a interface One UI da Samsung.